# Blažys
Blažys ist ein litauischer männlicher Familienname und Vorname, abgeleitet von Blasius.

## Weibliche Formen
- Blažienė, verheiratet
- Blažytė, ledig

## Personen
- Almantas Blažys (* 1964), Politiker, Bürgermeister von Rokiškis
- Česlovas Kazimieras Blažys (* 1943), Jurist und Politiker, Innenminister